# سیدریل

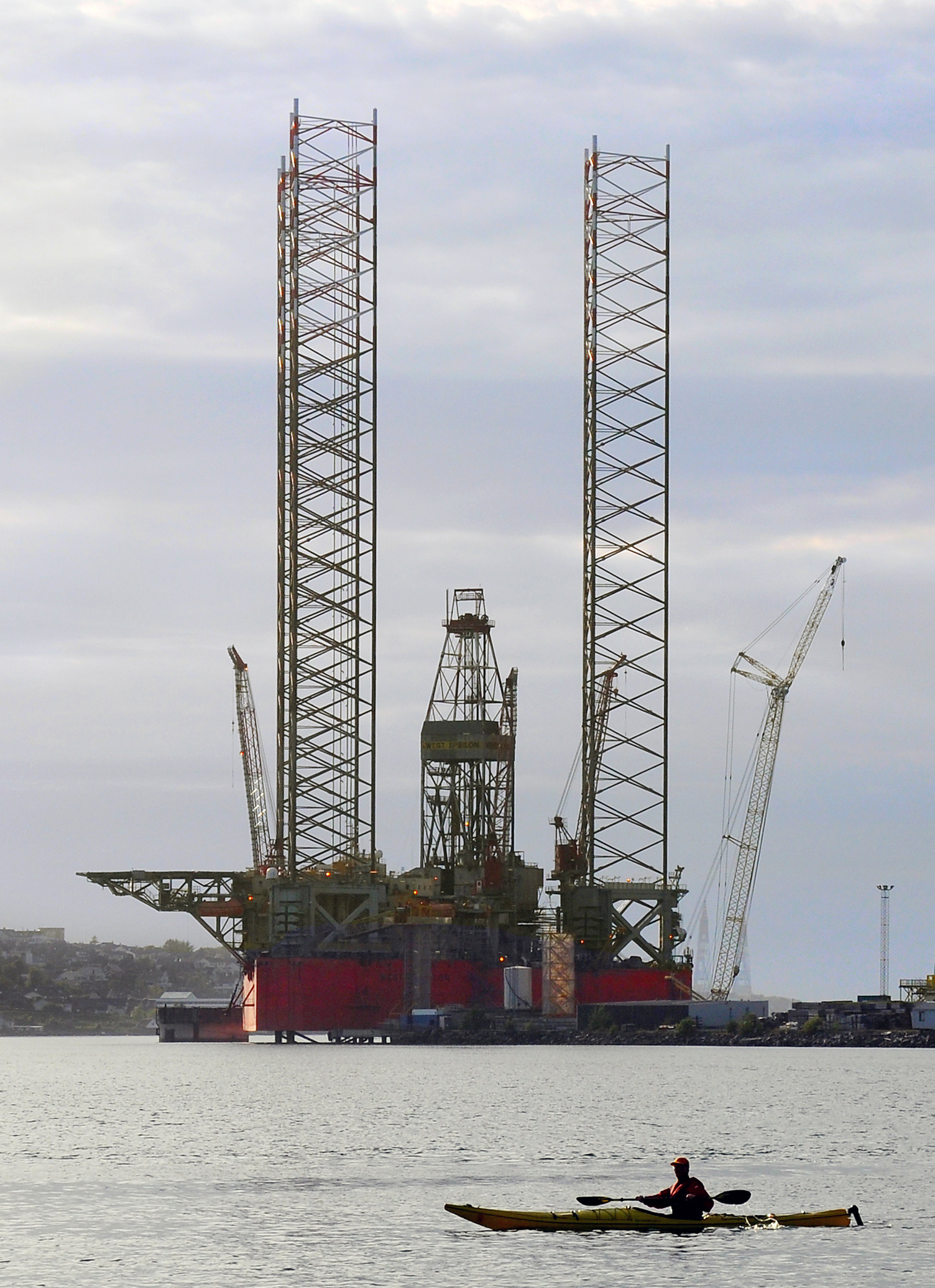
دکل حفاری اپسیلون غربی، متعلق به سیدریل، در حومه استاوانگر، نروژ

سیدریل (به انگلیسی: Seadrill) شرکت حفاری دریایی مستقر در برمودا است، که توسط دفتر این شرکت در نروژ مدیریت می‌شود. شرکت سیدریل دارای عملیات در کشورهای آنگولا، برونئی، جمهوری کنگو، اندونزی، مالزی، نیجریه، نروژ، تایلند، برزیل و انگلستان می‌باشد. 
بخشی از سهام این شرکت در بازارهای بورس اوراق بهادار اسلو و بورس نیویورک معامله می‌شود. دفتر عملیاتی سیدریل در شهر استاوانگر، نروژ قرار دارد. دفاتر بین‌المللی این شرکت نیز در سنگاپور، هیوستون و آبردین مستقر می‌باشند. جان فردریکسن مالکیت اکثریت سهام این شرکت را در اختیار دارد. 